# Aleh Haroszka
Aleh Uładzimirawicz Haroszka (błr. Алег Уладзіміравіч Гарошка, ros. Олег Владимирович Горошко – Oleg Władimirowicz Goroszko; ur. 19 listopada 1989 w Grodnie) – białoruski hokeista, reprezentant Białorusi.

## Kariera
- HK Homel 2 (2004-2008)
- HK Szynnik Bobrujsk (2008-2009)
- HK Nioman Grodno (2009-2011)
  -  HK Nioman Grodno 2 (2009-2010)
- Dynama Mińsk (2013-2016)
  -  Junost' Mińsk (2012)
- Junost' Mińsk (2016-2018)
- HK Dynama Mołodeczno (2018-2019)
- Łokomotiw Orsza (2019-2021)
- Mietałłurg Żłobin (2021-)

Wychowanek Niomana Grodno. Występował w białoruskiej ekstralidze. W 2011 został zawodnikiem Dynama Mińsk w elitarnej lidze KHL. Przedłużał kontrakt z klubem o dwa lata w marcu 2012 i w maju 2014. Od lipca 2016 zawodnik Junostii Mińsk. W czerwcu 2018 został zawodnikiem klubu Dynama Mołodeczno. Od 2019 grał w Orszy, a w 2021 przeszedł do Mietałłurga Żłobin
Występował w kadrach juniorskich kraju na turniejach mistrzostw świata do lat 18 edycji 2007 (Dywizja I), mistrzostw świata do lat 20 edycji 2009 (Dywizja I). Brał udział w turnieju zimowej uniwersjady edycji 2011. W kadrze seniorskiej uczestniczył w turniejach mistrzostw świata w 2011, 2012, 2013, 2015 (Elita).

## Sukcesy
Reprezentacyjne
- Awans do Elity MŚ Dywizji IA do lat 18: 2007
- Srebrny medal zimowej uniwersjady: 2011

Klubowe
- Srebrny medal mistrzostw Białorusi: 2011 z Niomanem Grodno
- Złoty medal mistrzostw Białorusi: 2022 z Mietałłurgiem Żłobin

Indywidualne
- Mistrzostwa Świata w Hokeju na Lodzie 2013: jeden z trzech najlepszych zawodników reprezentacji w turnieju